# Llista d'universitats dels Països Catalans
Llista d'universitats amb seu a l'àmbit territorial catalanoparlant:
| Universitat                                         | Seu                     | Propietat |
| --------------------------------------------------- | ----------------------- | --------- |
| Universitat Abat Oliba CEU                          | Barcelona               | Privada   |
| Universitat d'Alacant                               | Sant Vicent del Raspeig | Pública   |
| Universitat d'Andorra                               | Sant Julià de Lòria     | Pública   |
| Universitat Autònoma de Barcelona                   | Cerdanyola del Vallès   | Pública   |
| Universitat de Barcelona                            | Barcelona               | Pública   |
| Universitat de Girona                               | Girona                  | Pública   |
| Universitat de les Illes Balears                    | Palma                   | Pública   |
| Universitat Internacional de Catalunya              | Barcelona               | Privada   |
| Universitat Jaume I                                 | Castelló de la Plana    | Pública   |
| Universitat de Lleida                               | Lleida                  | Pública   |
| Universitat Miguel Hernández                        | Elx                     | Pública   |
| Universitat Oberta de Catalunya                     | Barcelona               | Pública   |
| Universitat de Perpinyà Via Domícia                 | Perpinyà                | Pública   |
| Universitat Politècnica de Catalunya                | Barcelona               | Pública   |
| Universitat Politècnica de València                 | València                | Pública   |
| Universitat Pompeu Fabra                            | Barcelona               | Pública   |
| Universitat Ramon Llull                             | Barcelona               | Privada   |
| Universitat Rovira i Virgili                        | Tarragona               | Pública   |
| Universitat de València                             | València                | Pública   |
| Universitat de Vic                                  | Vic                     | Pública   |
| Universitat Catòlica de València San Vicente Mártir | València                | Privada   |
| Universidad Cardenal Herrera CEU                    | Montcada                | Privada   |
| Valencian International University                  | València                | Privada   |